# Sucha (powiat radomski)
Sucha – wieś w Polsce położona w województwie mazowieckim, w powiecie radomskim, w gminie Pionki. Ma status sołectwa. 1973–1983 w gminie Zwoleń
W skład sołectwa Sucha wchodzi także wieś Sucha Poduchowna. W 2023 sołectwo liczyło 415 mieszkańców.
| SIMC    | Nazwa       | Rodzaj    |
| ------- | ----------- | --------- |
| 0631054 | Od Mirenia  | część wsi |
| 0631060 | Od Zwolenia | część wsi |

W latach 1957–1975 miejscowość administracyjnie należała do województwa kieleckiego, następnie W latach 1975–1998 do województwa radomskiego.
Przez Suchą przechodzi  zielony szlak turystyczny: Zwoleń – Sucha – Pionki – Januszno – Garbatka-Letnisko – Sieciechów – Dęblin – Kock.
Wieś jest siedzibą rzymskokatolickiej parafii św. Idziego.